# Я, Ольга Гепнарова
Я, Ольга Гепнарова (чеш. Já, Olga Hepnarová) — фильм 2016 года, историческая драма совместного производства Чехии, Польши, Словакии и Франции, продолжительностью 105 минут. Снят на чешском языке чешскими режиссёрами Томашем Вайнребом  и Петром Каздой  и стал их дебютной картиной. Рассказывает историю преступницы Ольги Гепнаровой, ставшей последней казнённой женщиной в социалистической Чехословакии. Авторы хотели как можно больше приблизить сюжет фильма к реальным событиям, сосредоточив всё внимание на духовной стороне жизни Гепнаровой. Режиссёр Томаш Вайнреб ранее уже затрагивал тему её жизни в своём короткометражном студенческом фильме «Všechno je sračka».
Мировая премьера фильма «Я, Ольга Гепнарова» состоялась 11 февраля 2016 года на 66-м Берлинском кинофестивале, фильм был показан в секции «Панорама». В марте 2016 года фильм был представлен в Братиславе (Словакия) на 23-м международном кинофестивале Фебиофест. Чешская премьера состоялась 24 марта 2016 года. В Болгарии фильм показан 15 марта 2016 года на ХХ международном кинофестивале «София-Фильм-Фест». Польская премьера прошла в Кракове 30 апреля 2016 года на 9-м Международном фестивале независимого кино Off Camera.
Фильм попал в список из 50 номинантов на Премию Европейской киноакадемии за лучший фильм, вручение которой прошло в ноябре 2016 года в польском городе Вроцлав.

## Производство
Режиссёры готовились к съёмкам фильма около пяти лет, начало съёмок планировалось на лето 2013 года. По изначальной задумке, главную роль должна была исполнить польская актриса, затем рассматривалась кандидатура чешской актрисы Марики Шопоской, но в итоге Гепнарову сыграла полька Михалина Ольшанская. Оператором фильма должен был стать словак Мартин Штрба, но поскольку в производстве фильма участвовала также польская сторона, его место занял Адам Сикора.
Фильм был снят весной 2014 года в Усти-над-Орлици, большей частью съёмки проходили на территории предприятия «Перла» (Жемчужина), а также на улицах города Усти-над-Орлици, заменившие улицы Праги. В Усти-над-Орлици было снято около трети фильма. Остальные эпизоды снимались в Польше (в городах Нова-Руда, Kлодзко и Вроцлав) и Словакии.
Финансовую поддержку фильму оказали Государственный фонд Чешской республики по поддержке и развитию чешской кинематографии и Польский фонд поддержки кинематографии. Бюджет фильма составил 35 млн чешских крон (1,7 млн долларов).
Музыку к фильму написал известный словацкий композитор Мариан Варга. 

## Сюжет
Действие фильма происходит в 1970-е годы, освещает острые политические и социальные события тех лет. В фильме делается акцент на духовной стороне жизни главной героини. Ольга Гепнарова —  брошенная своей семьёй. Невозможность общаться с другими людьми и параноидальное желание изучить саму себя стали причинами, заставившими её перейти границы человечности. Через личные письма зрителю удаётся проникнуть в психику Ольги и, восстановив историю событий, понять, что привело её к совершению преступления.

## В ролях
- Михалина Ольшанская — Ольга Гепнарова
- Ондржей Малы — психиатр Спирка
- Марта Мазурек — Алена
- Лукаш Бех — прокурор
- Юрай Нвота — адвокат
- Габриэла Мичова — психиатр Рабска
- Марика Шопоска — Йитка
- Роман Зах — психиатр Ваверка
- Мартин Пехлат — Мирослав
- Клара Мелишкова — мать Ольги
- Петра Несвацилова — Ивета
- Мартин Фингер — доктор Гронец
- Зузана Ставна — сестра Ольги
- Ян Новотны — судья
- Виктор Врабец — отец Ольги
- Мальвина Турек — цыганка

В фильме также снимались: Иван Палух, Магдалена Боров